# Anopheles triannulatus
Anopheles triannulatus é um mosquito pertencente ao género Anopheles e composto de duas subespécies, sendo elas A. t. triannulatus (Neiva & Pinto, 1922) e A. t. davisi Peterson & Shannon, 1927.